# Roland Hanna
Roland Hanna (Detroit, Míchigan, 10 de febrero de 1932 - Hackensack, Nueva Jersey, 13 de noviembre de 2002) fue un pianista y compositor estadounidense de jazz, que desarrolló su obra dentro de los estilos hard bop y jazz fusión.

## Historial
Comienza su carrera a finales de los años 1940, tocando en diversos clubes de su ciudad natal, antes de estudiar en varias escuelas de música, entre ellas la Juilliard School de Nueva York, ya en los años 1950. Tocará en las bandas de Benny Goodman (1958), y Charles Mingus (1959), antes de formar su propio trío. Se incorporó en 1967 a la "Thad Jones-Mel Lewis Orchestra", permeneciendo después un tiempo en África, donde es nombrado "caballero" (sir) por el presidente de Liberia, William Tubman (1969).
Permanecerá con la banda de Jones-Lewis durante buena parte de la década de 1970, aunque simultanea este trabajo con otras apariciones con Frank Wes, Ron Carter y Ben Riley. Después, girará con diversas formaciones como líder, tanto por Europa como por los Estados Unidos y Japón, bien solo o junto al contrabajista George Mraz, bien tocando y realizando grabaciones con músicos como Kenny Burrell, Elvin Jones, Freddie Hubbard, Pepper Adams, Jim Hall, Jimmy Knepper, Woody Herman, Stephane Grapelli, Dee Dee Bridgewater, Sarah Vaughan, Mercer Ellington y otros.
Roland Hanna, junto con Jimmy Heath, fue profesor de jazz en la "Escuela de Música Aaron Copland", del Queens College en Flushing. Falleció en 2002.

## Estilo
Hanna fue un pianista brillante, con un gusto especial por lo que algunos autores llaman "el buen piano", con una sonoridad clara y una articulación neta, de dejes orquestales, cercana a la de Tommy Flanagan (a quien le dedicó un álbum que se editó tras su fallecimiento, en 2003), en la que se deja traslucir la influencia de Art Tatum y Bud Powell.

## Discografía

### Como líder
- Roland Hanna Plays Harold Rome's Destry Rides Again con George Duvivier, Roy Burns, Kenny Burrell, 1959.
- Easy To Love con Ben Tucker, Roy Burns, 1959.
- Child of Gemini con Dave Holland, Daniel Humair, 1971.
- Sir Elf, Solo álbum, 1973.
- The New Heritage Keyboard Quartet con Mickey Tucker, Richard Davis, y Eddie Gladden, 1973.
- Stephane Grappelli Meets the Rhythm Section con Stephane Grappelli, George Mraz, Mel Lewis, 1973.
- Perugia, Live at Montreux '74, Solo álbum, 1974.
- Informal Solo, Solo álbum, 1974.
- 1 X 1 con George Mraz, 1974.
- A Jazz Hour With Roland Hanna Walkin' con Stephane Grappelli, George Mraz, Mel Lewis, 1974.
- Let It Happen con The Jazz Piano Quartet, 1974.
- Porgy & Bess con George Mraz, 1976.
- Sunrise, Sunset, Super Duo con George Mraz, 1976.
- 24 Preludes Book 1 con George Mraz, 1976.
- Sir Elf Plus 1 con George Mraz, 1977.
- At Home With Friends con George Mraz, Richard Pratt, 1977.
- Glove con George Mraz, Motohiko Hino, 1977.
- Time For The Dancers con George Mraz, Richard Pratt, 1977.
- Roland Hanna Plays The Music Of Alec Wilder, Solo álbum, 1978.
- A Gift From The Magi, West 54 Records, 1978.
- Bird Tracks: Remembering Charlie Parker, Solo álbum, 1978.
- Play For Monk con George Mraz, 1978.
- 24 Preludes Book 2 con George Mraz, GP 3154, 1978.
- Rolandscape con George Mraz, Ben Riley, 1978.
- This Must Be Love con George Mraz, Ben Riley, 1978.
- Impressions con Major Holley, George Duvivier, Alan Dawson, Oliver Jackson, 1978.
- Trinity con Hans Koller, Attila Zoller, 1979.
- Och jungfrun gick åt killan …, Solo álbum, 1979.
- Piano Soliloquy, Solo álbum, 1979.
- Swing Me No Waltzes, Solo álbum, 1979.
- Gershwin Carmichael Cats
- Romanesque con George Mraz, 1982.
- Manhattan Christmas, Solo álbum, 1987.
- 'Round Midnight, Sólo álbum, 1987.
- Persia My Dear con Richard Davis, Freddie Waits, 1987.
- This Time It's Real con Jesper Thilo Quartet, SLP 4145, 1987.
- The Bar con Sir Clint Houston, Lewis Nash, 1988.
- When You Wish Upon a Star con Ron Carter, Ben Riley, 1989.
- Memoir con Eiji Nakayama1990.
- Duke Ellington Piano Solos, Solo álbum, 1991.
- Sir Roland Hanna Quartet Plays Gershwin con Jon Burr, Ronnie Burage, Bill Easley, 1993.
- Live at Maybeck Recital Hall, Volume 32, Solo álbum, 1994.
- Jazz Sonatas con Dave Brubeck y Dick Hyman, 1994.
- Hush A Bye con Eiji Nakayama, Seiji Komatsu, 1996.
- 3 for All con Jon Burr, Bucky Pizzarelli, 1996.
- The Three Black Kings con Richard Davis, Andrew Cyrille, 1997.
- Royal Essence: An with of Ellington con Davey Yarborough, 1999.
- Ancestral Light con George Mraz, 1999.
- Milano, Paris, New York: Finding John Lewis con George Mraz, Lewis Nash, 2001.
- Dream con Paul West, Eddie Locke, 2001.
- Everything I Love, Solo álbum, 2002.
- I've Got a Right to Sing The Blues: The Music of Harold Arlen, con Carrie Smith, 2002.
- Last Concert con Eiji Nakayama, Miboko Hazama, 2002.
- Apres Un Reve con Ron Carter, Grady Tate, 2002.
- Tributaries: Reflections on Tommy Flanagan, Solo álbum, 2003.

### Con el New York Jazz Quartet
- In Concert In Japan con Ron Carter, Ben Riley, Frank Wess, 1975.
- Song of The Black Knight con George Mraz, Richard Pratt, Frank Wess, 1977.
- Surge con George Mraz, Richard Pratt, Frank Wess, 1977.
- Blues For Sarka con George Mraz, Grady Tate, Frank Wess, 1978.
- New York Jazz Quartet in Chicago (Bee Hive Records) con George Mraz, Ben Riley, Frank Wess, 1981.
- Oasis con George Mraz, Ben Riley, Frank Wess, 1981.

### Como músico de sesión
Con Pepper Adams
- Ephemera (Spotlite, 1973)
- Reflectory (Muse, 1978)

Con Gene Ammons
- My Way (Prestige, 1971)

Con George Benson
- Good King Bad (CTI, 1976)

Con Ruth Brown
- Ruth Brown '65 (Mainstream, 1965)

Con Kenny Burrell
- Asphalt Canyon Suite (Verve, 1969)
- Ellington Is Forever Volume Two (Fantasy, 1975)

Con Ron Carter
- All Blues (CTI, 1973)
- Spanish Blue (CTI, 1974)

Con Eddie "Lockjaw" Davis
- Love Calls (RCA Victor, 1968)

Con Richard Davis
- Muses for Richard Davis (MPS, 1969)
- Persia My Dear (DIW, 1987)

Con Jon Faddis and Billy Harper
- Jon & Billy (Trio, 1974)

Con John Handy
- In the Vernacular (Roulette, —1958)

Con Jimmy Heath
- Little Man, Big Band (Verve, 1992)

Con Al Hibbler
- Early One Morning (LMI, 1964)

Con Elvin Jones
- Dear John C. (Impulse!, 1965)
- Very R.A.R.E. (Trio (Japan), 1979)

Con Jim Hall
- Concierto (CTI, 1975)

Con Jimmy Knepper
- Cunningbird (SteepleChase, 1977)
- I Dream Too Much (Soul Note, 1984)

Con Hubert Laws
- Laws' Cause (Atlantic, 1968)

Con la Lincoln Center Jazz Orchestra
- Lincoln Center Jazz Orchestra – Jazz At Lincoln Center: They Came To Swing (Sony, 1992)

Con Herbie Mann
- Glory of Love (CTI, 1967)

Con Les McCann
- Comment (Atlantic, 1970)

Con Charles Mingus
- Mingus Dynasty (Columbia, 1959)

Con Idris Muhammad
- House of the Rising Sun (Kudu, 1976)

Con Don Sebesky
- The Rape of El Morro (CTI, 1975)

Con Sonny Stitt
- Mr. Bojangles (Cadet, 1973)
- Satan (Cadet, 1974)

Con Phil Woods
- Round Trip (Verve, 1969)